# شهرستان هیوستون (تنسی)
شهرستان هیوستون، تنسی (به انگلیسی: Houston County, Tennessee) یک سکونتگاه مسکونی در ایالات متحده آمریکا است که در تنسی واقع شده‌است.

## خصوصیات
شهرستان هیوستون ۵۳۵٫۹۲ کیلومترمربع مساحت دارد.